# Владимир Пилгуј
Владимир Михајлович Пилгуј (рус. Владимир Михайлович Пильгуй; 26. јануар 1948) бивши је руски и совјетски фудбалер, играо је на позицији голмана. 

## Биографија
У каријери је бранио за Дњепар Дњепропетровск (1965-1969), Динамо Москва (1970-1981) и Кубањ Краснодар (1982-1984).
Дана 27. маја 1971. године, на Централном стадиону В. И. Лењина у Москви, у присуству 103 хиљаде гледалаца, одржана је опроштајна утакмица Лава Јашина. У овој утакмици екипа клубова Свесавезног спортског друштва „Динамо“ (у утакмици су учествовали фудбалери из Москве, Кијева и Тбилисија) играла је против екипе „звезда“ света, за коју су играли Еузебио, Боби Чарлтон, Герд Милер и многи други. Напуштајући терен током меча, Јашин је своје место на голу „плаво-белих” препустио тада 23-годишњем голману Владимиру Пилгују, симболично га поставивши за наследника у Динаму. Утакмица је завршена резултатом 2:2, а Пилгуј је наредних 11 година био први голман Динама.
Наступио је 12 пута за репрезентацију Совјетског Савеза. Био је у саставу репрезентације Совјетског Савеза на Европском фудбалском првенству 1972. године, са екипом је освојио друго место. На Летњим олимпијским играма 1972. у Минхену са олимпијском селекцијом је освојио бронзану медаљу, док је на Олимпијским играма 1980. у Москви такође освојио бронзану медаљу.
Након завршетка играчке каријере обавља низ спортских функција у Русији. Био је председник Динама из Москве од 1989. до 1990. године. Као представник ветерана клуба, члан је саветодавног одбора у Динаму.

## Успеси

### Клуб
- Куп СССР: 1970, 1977.
- Финалиста Купа победника купова: 1972.
- Најбољи голман Совјетског Савеза: 1973.

### Репрезентација
СССР
- Европско првенство друго место: Белгија 1972.
- Олимпијске игре бронза: Минхен 1972. и Москва 1980.
- Шампион Спартакијаде народа СССР-а 1979. у саставу московског тима.